# Erich Utsch
Die Erich Utsch AG ist als Zulieferer von Schilderprägern einer der weltweit führenden Produzenten von Kraftfahrzeugkennzeichen. Der Firmensitz ist im nordrhein-westfälischen Siegen.

## Geschichte
1961 wurde die Firma als kleines Familienunternehmen von Erich Utsch, dem Namensgeber der Firma, gegründet. Als Prägepresse diente in der Anfangsphase eine umgebaute Weinkelterpresse. 1969, nach dem Tode seines Vaters, übernahm Manfred Utsch die Leitung des Unternehmens. 2001 wurde die Erich Utsch KG in eine nicht-börsennotierte Aktiengesellschaft umgewandelt, deren Hauptanteile in Familienbesitz liegen. Heute ist die Erich Utsch AG in über 130 Ländern aktiv und hat aktuell in der Utsch-Gruppe weltweit fast 400 Mitarbeiter.
1991 wurde das Tochterunternehmen Utsch-Recycling gegründet, das auf die Entsorgung von Altfahrzeugen und Altkennzeichen spezialisiert ist. Im selben Jahr führte Irland als Vorreiter in der EG das damals neue Euro-Kennzeichen ein. Utsch lieferte die Musterschilder für die Regierungsvorlage und rüstete die irischen Prägebetriebe in Irland mit den technischen Hilfsmitteln aus.
Seit 1995 bietet die Erich Utsch AG für den internationalen Markt Kennzeichen mit zusätzlichen Sicherheitsmerkmalen wie etwa landestypischen Emblemen, Lasercodes, Wasserzeichen und Hologrammen zur Fälschungserschwernis an. Im Jahr 2002 überstiegen die Exportumsätze erstmals die Inlandsumsätze.
2008 hat das ägyptische Finanzministerium in Kairo die Erich Utsch AG mit der Produktion und Lieferung von neun Millionen Autokennzeichen beauftragt. Das Umsatzvolumen dafür betrug 24,8 Mio. Euro. Nach der Revolution in Ägypten 2011 wurden die an diesem Geschäft beteiligten ehemaligen Regierungsmitglieder wegen Korruption angeklagt, da die Vergabe angeblich ohne Ausschreibung und zu überhöhten Preisen erfolgte. Am 12. Juli 2011 wurden Ex-Ministerpräsident Ahmed Nasif, Ex-Innenminister Habib al-Adli und Ex-Finanzminister Jussuf Butros Ghali von einem ägyptischen Gericht in Kairo verurteilt. Im Februar 2015 wurden Ahmed Nasif und Habib al-Adli in einem Berufungsprozess von den erhobenen Korruptionsvorwürfen freigesprochen. Zugleich wurde damit auch das Urteil gegen einen deutschen Angestellten des Kennzeichenherstellers Utsch aufgehoben.
Ebenfalls 2008 wurde ein Auftrag über 8,5 Millionen Euro mit der irakischen Regierung unterzeichnet. In einem weiteren Großauftrag mit einem Volumen von 20 Millionen Euro lieferte die Erich Utsch AG von 2009 bis 2012 vier Millionen Kennzeichen nach Rumänien.
2011 fusionierten die Wettbewerber Tönnjes und Utsch das Auslandsgeschäft außerhalb Europas in der neu gegründeten Holding Utsch Tönnjes International AG.
Im Jahr 2012 hat die Erich Utsch AG weltweit rund 50 Millionen Kennzeichen produziert.
Im Jahr 2016 wurde die bis dahin im Besitz von Manfred Utsch befindliche Aktienmehrheit an eine schwedische und eine australische Firmengruppe verkauft.
Im Rahmen ihrer strategischen Neuausrichtung erwarb die Erich Utsch AG Ende 2018 die Mehrheit der Anteile an der australischen LicenSys Pty Ltd. („LicenSys“) und stieg damit zum Marktführer in Australien, Neuseeland und Ozeanien auf. Anfang 2020 ging die Erich Utsch AG eine Partnerschaft mit dem britischen Unternehmen Hills Numberplates Ltd ein.

## Produkte
Seit der Gründung ist das Kerngeschäft die Produktion von Kraftfahrzeugkennzeichen. Während anfangs nur der deutsche Markt bedient wurde, kam später auch das Ausland hinzu. Daneben werden Maschinen, Werkzeuge, und Anlagen zur Kennzeichenherstellung produziert. Dazu zählen Klotz- und Gegendruckwerkzeuge, Prägepressen, Heißprägemaschinen, Laminatoren und Laser-Codiereinrichtungen.
Die von Utsch entwickelte und patentierte automatische Prägepresse (APP) ermöglicht die computergesteuerte, vollautomatische Herstellung von Kfz-Kennzeichen in großen Stückzahlen. Die zuvor eingegebenen Legenden für Schilderpaare werden von der Anlage selbstständig abgearbeitet. Die APP ist weltweit im Einsatz, beispielsweise werden damit in der staatlichen italienischen Druckerei und Münzprägeanstalt, dem Istituto Poligrafico e Zecca dello Stato in Foggia, Kennzeichen für ganz Italien produziert.
Die von Utsch 2013 eingeführte, netzwerkfähige U-Press bietet Neuerungen wie biometrischen Login, optische Kontrolle der verwendeten Platinen oder lückenlose Dokumentation aller Arbeitsvorgänge. Die U-Press schließt die Lücke zwischen manuellen und automatischen Prägepressen und soll bewusste und unbewusste Fehlprägungen verhindern.
Seit 1985 bietet die Erich Utsch AG außerdem Kennzeichenrahmen zur schraubenlosen Befestigung von Nummernschildern an Fahrzeugen fast aller Hersteller an. 2008 brachte Utsch einen beleuchteten Nummernschildhalter namens Erulux auf den Markt.

## Beteiligungen (Auswahl)
Die Erich Utsch AG ist aktuell weltweit an rund 25 Unternehmungen beteiligt. Hier sind die wichtigsten aufgelistet:
- Ketner-Utsch A/S in Dänemark
- Utsch International Ltd. in Irland
- LicenSys Pty Ltd. in Australien
- Utal Sp.z.o.o. in Polen
- Utsch España S.L.U. in Spanien
- Hills Numberplates Ltd in Großbritannien
- Faab Fabricauto in Frankreich